# Xiphidiopsis hunanensis
Xiphidiopsis hunanensis is een rechtvleugelig insect uit de familie sabelsprinkhanen (Tettigoniidae). De wetenschappelijke naam van deze soort is voor het eerst geldig gepubliceerd in 1992 door Xia & Liu.